# العلاقات الروسية الشمال مقدونية
العلاقات الروسية الشمال مقدونية هي العلاقات الثنائية التي تجمع بين روسيا وشمال مقدونيا.

## مقارنة بين البلدين
هذه مقارنة عامة ومرجعية للدولتين:
| وجه المقارنة                                              | روسيا                                   | شمال مقدونيا                                               |
| --------------------------------------------------------- | --------------------------------------- | ---------------------------------------------------------- |
| المساحة (كم2)                                             | 17.08 مليون                             | 25.71 ألف                                                  |
| عدد السكان (نسمة)                                         | 146.80 مليون                            | 2.08 مليون                                                 |
| الكثافة السكانية (ن./كم²)                                 | 8.59                                    | 80.9                                                       |
| العاصمة                                                   | موسكو                                   | إسكوبية                                                    |
| اللغة الرسمية                                             | اللغة الروسية                           | اللغة المقدونية، اللغة الألبانية                           |
| العملة                                                    | روبل روسي                               | دينار مقدوني                                               |
| الناتج المحلي الإجمالي (بليون دولار)                      | 1.58 تريليون                            | 11.34 مليار                                                |
| الناتج المحلي الإجمالي (تعادل القوة الشرائية) بليون دولار | 3.69 تريليون                            | 29.26 مليار                                                |
| الناتج المحلي الإجمالي الاسمي للفرد دولار أمريكي          | 9.09 ألف                                | 4.85 ألف                                                   |
| الناتج المحلي الإجمالي للفرد دولار أمريكي                 |                                         | 16.25 ألف                                                  |
| مؤشر التنمية البشرية                                      | 0.798                                   | 0.747                                                      |
| رمز المكالمات الدولي                                      | +7                                      | +389                                                       |
| رمز الإنترنت                                              | .ru، .рф، .рус ‏، .su                    | .mk                                                        |
| المنطقة الزمنية                                           | Magadan Time ‏، ت ع م+02:00، ت ع م+12:00 | توقيت وسط أوروبا، ت ع م+01:00، ت ع م+02:00، أوروبا/سكوبيه ‏ |

## مدن متوأمة
في ما يلي قائمة باتفاقيات التوأمة بين مدن روسية وشمال مقدونية:
- ترتبط إيليكتروستال مع ستروميكا باتفاقية توأمة منذ 26 ديسمبر 2013.[16][17][16][17]

## منظمات دولية مشتركة
يشترك البلدان في عضوية مجموعة من المنظمات الدولية، منها:
| علم المنظمة | اسم المنظمة                        | تاريخ انضمام روسيا | تاريخ انضمام شمال مقدونيا |
| ----------- | ---------------------------------- | ------------------ | ------------------------- |
|             | مؤسسة التنمية الدولية              | 16 يونيو 1992      | 25 فبراير 1993            |
|             | منظمة التجارة العالمية             | 22 أغسطس 2012      | ?                         |
|             | منظمة الأمن والتعاون في أوروبا     | 1992               | 12 أكتوبر 1995            |
|             | مؤسسة التمويل الدولية              | 12 أبريل 1993      | 25 فبراير 1993            |
|             | منظمة حظر الأسلحة الكيميائية       | ?                  | ?                         |
|             | مجلس أوروبا                        | 28 فبراير 1996     | ?                         |
|             | الأمم المتحدة                      | 24 أكتوبر 1945     | 8 أبريل 1993              |
|             | الاتحاد الدولي للاتصالات           | 1866               | 4 مايو 1993               |
|             | منظمة الشرطة الجنائية الدولية      | 27 سبتمبر 1990     | ?                         |
|             | البنك الدولي للإنشاء والتعمير      | 16 يونيو 1992      | 25 فبراير 1993            |
|             | الاتحاد البريدي العالمي            | ?                  | ?                         |
|             | وكالة ضمان الاستثمار متعدد الأطراف | 29 ديسمبر 1992     | 19 مارس 1993              |
|             | يونسكو                             | 21 أبريل 1954      | 28 يونيو 1993             |

## وصلات خارجية
- موقع وزارة الخارجية الروسية